# 小行星1903
小行星1903（1903 Adzhimushkaj）是一颗绕太阳运转的小行星，为主小行星带小行星。该小行星于1972年5月9日发现。
該小行星以第二次世界大戰的戰場阿奇穆什卡伊（Adzhimushkaj）命名。

## 轨道参数
小行星1903的轨道半长轴为3.0010335 UA，离心率为0.051。